# Mb (диграф)
Mb, mB, mb — диграф, используемый в ряде африканских языков (например, фула) для обозначения преназализованного [ᵐb]. Занимает отдельное место в алфавите, обычно после B.
Также этот диграф применяется в ирландском языке, где обозначает результат эклипсиса фонемы [b]. В этом случае он произносится как [m]; например, mbád [bɑːd̪] «лодка» и ár mbád [ɑːɾ mɑːd̪] «наша лодка». Когда данный диграф используется в качестве прописной буквы, капитализуется в нём только вторая часть mB, например, i mBaile Átha Cliath «в Дублине».